# Bora Bora (álbum)
Bora Bora es el cuarto álbum de estudio de la banda de Rock brasileña Os Paralamas do Sucesso, fue editado y lanzado en el año 1988 bajo el sello EMI. Este material cuenta con la participación del músico argentino Charly García. 

## Lista de canciones
| N.º | Título               | Escritor(es)                          | Duración |  |
| 1.  | «O Beco»             | Bi Ribeiro/ Herbert Vianna            | 03:12    |  |
| 2.  | «Bunda Lê Lê»        | Bi Ribeiro/João Barone/Herbert Vianna | 02:28    |  |
| 3.  | «Bora Bora»          | Herbert Vianna                        | 05:00    |  |
| 4.  | «Sanfona»            | Bi Ribeiro/ Herbert Vianna            | 02:59    |  |
| 5.  | «Um a Um»            | Edgar Ferreira                        | 03:08    |  |
| 6.  | «Fingido»            | Herbert Vianna                        | 03:46    |  |
| 7.  | «Don't Give me That» | Bi Ribeiro/Peter Clark/Herbert Vianna | 00:45    |  |
| 8.  | «Uns Dias»           | Herbert Vianna                        | 04:04    |  |
| 9.  | «Quase um Segundo»   | Herbert Vianna                        | 04:40    |  |
| 10. | «Dois Elefantes»     | Herbert Vianna                        | 04:42    |  |
| 11. | «Três»               | Herbert Vianna                        | 02:58    |  |
| 12. | «Impressão»          | Bi Ribeiro/João Barone/Herbert Vianna | 03:31    |  |
| 13. | «O Fundo do Coração» | Herbert Vianna                        | 03:00    |  |
| 14. | «The Can»            | Bi Ribeiro/Peter Clark/Herbert Vianna | 02:56    |  |

## Personal

### Os Paralamas do Sucesso
- Herbert Vianna - Guitarra y voz
- Bi Ribeiro - Bajo
- João Barone - Batería y percusión

### Músicos invitados
- João Fera - Teclados
- Mattos Nascimento - Trombón
- Humberto Araújo - saxofón
- Don Harris - Trompeta
- George Israel - Saxofón en "O Fundo do Coração"
- Charly García - Piano en "Quase um Segundo"
- Peter Clarke - en "Don't Give me That"

- Datos: Q3295859